# Denis Pinabel
Denis Pinabel, né le 1er avril 1958 à Cherbourg, est un athlète français, spécialiste du saut en longueur.

## Biographie
Il remporte quatre titres de champion de France du saut en longueur, deux en plein air en 1981 et 1982, et deux en salle en 1982 et 1983.

### Palmarès
- Championnats de France d'athlétisme :
  - vainqueur du saut en longueur en 1981 et 1982.
- Championnats de France d'athlétisme en salle :
  - vainqueur du saut en longueur en 1982 et 1983.

### Records
| Épreuve          | Performance | Lieu | Date |
| ---------------- | ----------- | ---- | ---- |
| Saut en longueur | 7,78 m      |      | 1984 |